# Varzesh-e Pahlavani
Varzesh-e Pahlavani (en persan : ورزش پهلواني), appelé aussi Varzesh-e Bastani (en persan : ورزش باستانى), traduit par "sport antique" ou "sport traditionnel"; est un sport national iranien qui consiste en une série de techniques de culturisme et de gymnastique ainsi que de lutte accompagnées par le rythme du tombak. De plus, ce sport accorde une grande importance à l'esprit chevaleresque, à la courtoisie et à la bravoure. Le Varzesh-e Pahlavani est normalement pratiqué dans une zourkhaneh où différents accessoires sont utilisés pour l'entraînement (par ex. Mīl, Kabbadeh, Sang et Takhteh Shena). Les pratiquants de ce sport sont appelés des Pahlavan (littéralement "athlètes").
Le Varzesh-e Pahlavani a été conçu à l'origine comme une sorte d'art martial en Perse antique et a joué un grand rôle dans la résistance des Iraniens contre les envahisseurs au cours de l'histoire. Depuis ses origines, il a acquis les valeurs morales, éthiques, philosophiques et mystiques de la civilisation iranienne. Le Varzesh-e Pahlavani a donc évolué jusqu'à devenir une institution unique ayant incorporé la richesse spirituelle du Soufisme, les rituels traditionnels du Mithraïsme et l'héroïsme du nationalisme iranien.
De nombreux grands lutteurs iraniens (par ex. Takhti) pratiquaient ce sport.

## Origines et Histoire

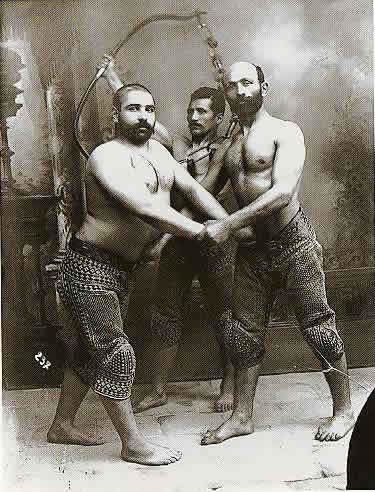
Pahlavans XIXe siècle - XXe siècle. Photo d'Antoin Sevruguin.

Les Iraniens furent une des premières nations du monde à attacher de l'importance à leur santé et à leur force, ils pratiquaient des exercices de culturisme et entraînaient leurs enfants à faire de même.
Hérodote, l'historien grec, a dit:
« Les Iraniens développent trois habitudes chez leurs enfants entre 5 et 20 ans: l'équitation, le tir à l'arc et l'exactitude. »
 L'éducation physique et spirituelle possède une longue histoire commençant avec les Mèdes jusqu'à l'époque Achéménide.
L'histoire des arts martiaux traditionnels iraniens peut être divisée en quatre périodes majeures. Il existe des trous entre ces périodes pendant lesquelles le Varzesh-e Pahlavani n'est pas mentionné (notamment époque achéménide et sassanide. Pendant ces périodes, le statut du sport est incertain, bien qu'on pense que le sport ait continué mais comme un facteur non dominant dans la culture nationale.
L'Iran ayant été envahi de nombreuses fois au cours de son histoire pendant les deux derniers millénaires, les patriotes iraniens, épris d'indépendance et de justice, étaient forcés, pendant ces périodes d'invasions étrangères, de se servir de petites salles construites en sous-sol auxquelles on accède par une petite porte (ces salles deviendraient ensuite les zourkhanehs). Ces salles servaient de salles de réunions aux patriotes, qui pouvaient ainsi se préparer aux différentes techniques de combat qui leur serviraient le jour où ils devraient se battre contre leurs ennemis. Les envahisseurs étrangers ont souvent détruits ces zourkhaneh ("maison de la force, de la chevalerie et de la générosité"), mais les Iraniens continuaient à en construire.

### Origines mythiques
Les origines mythiques sont basées sur les récits de Ferdowsi dans le Shahnameh ("Livre des rois"). Les pahlavans mythiques de cette époque se battaient contre les forces du mal. Parfois, le résultat d'une guerre, et éventuellement le destin des pays impliquées dans la guerre, était déterminé par un combat à mains nues, connu sous le nom de Koshti gereftan (la lutte).
Le pahlavan légendaire de cette époque est Rostam, qui sauvait constamment l'Iran des forces du mal.

### Empire Parthe
Le Varzesh-e Pahlavani trouverait ses origines à l'époque de l'Empire parthe (250 av. J.-C. - 224) pendant laquelle ce sport s'est développé en tant qu'entraînement des guerriers au combat et à leurs devoirs en général. Le mot pahlavan vient du parthe. Les chercheurs ont noté des similarités entre les rituels mithraïques et ceux du varzesh-e Pahlavani; même les formes des temples mithraïques et des zourkhaneh présente des similarités. Cependant, peu de traces subsistent de cette époque.

### Époque islamique
Jusqu'à l'arrivée de l'islam en Iran, le Varzesh-e Pahlavani était purement une forme d'exercice physique. Cependant, avec l'introduction de l'islam en Iran puis de l'adoption du chiisme comme religion d'État sous les Safavides quelques siècles plus tard, des dimensions nouvelles ont été ajoutées au Varzesh-e Pahlavani: la philosophie et la spiritualité de l'islam. Le soufisme a notamment été le moyen par lequel se sont exprimées ces dimensions nouvelles. On peut là aussi noter des similarités entre certains rituels du Varzesh-e pahlavani et ceux du soufisme.

### Période contemporaine

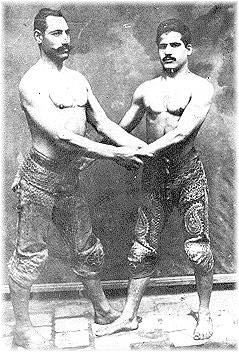
Pahlavan-e Bozorg Razaz avec son étudiant Haj Bagher Miveh-chian.

Le varzesh-e Pahlavani a atteint son apogée pendant la dynastie qadjare, et plus particulièrement pendant le règne de Nassereddin Shah (1848-1896). À cette période, de nombreuses zourkhaneh ont été construites à Téhéran et ailleurs dans le pays. Le pahlavan officiel de l'Iran, réminiscence des lutteurs nationaux de la mythologie persane était désigné au cours d'une cérémonie ayant lieu devant le Shah le 21 mars de chaque année, correspondant au nouvel an iranien. À cette occasion, le Shah remettait le Bazou band ("bracelet") au champion de la compétition, héros national iranien pour un an. Les pahlavans ("lutteurs") les plus célèbres de tous les temps sont apparus à l'époque contemporaine (à partir du XIXe siècle) ; on peut citer Pahlavan-é Bozorg Razaz, Pahlavan Bolourforouch, Pahlavan Toussi et Djahân Pahlavan Takhti.
L'ascension de la dynastie Pahlavi a fait décliner ce sport. Le nouveau chah d'Iran, Reza Shah, voulait transformer l'Iran en un pays moderne, et voyait donc toute référence aux traditions passées comme un conflit avec ses idéaux occidentaux. Il ne montra alors aucun intérêt pour ce sport, qu'il considérait comme un reliquat des cérémonies qadjares.
Son fils, Mohammad Reza Pahlavi, devenu chah en 1941, restaura ce qu'il restait de la tradition pahlavani. Le nouveau chah était lui-même un sportif accompli. C'est sous son règne que se tinrent les dernières compétitions nationales de lutte servant à désigner le pahlavan officiel de l'Iran, à qui le chah remettrait le bazou band. Malheureusement, la tradition pahlavanie fut très touchée[Quoi ?] quand le chah nomma Shaban Jafari (qui était considéré comme un "voyou") à la tête de la fédération pahlavani.
C'est dans un effort fait pour briser les liens avec les traditions, populariser ce sport et augmenter le nationalisme iranien que le gouvernement iranien a renommé le sport Varzesh-e Bastani (en persan : ورزش باستانى). 

## Description

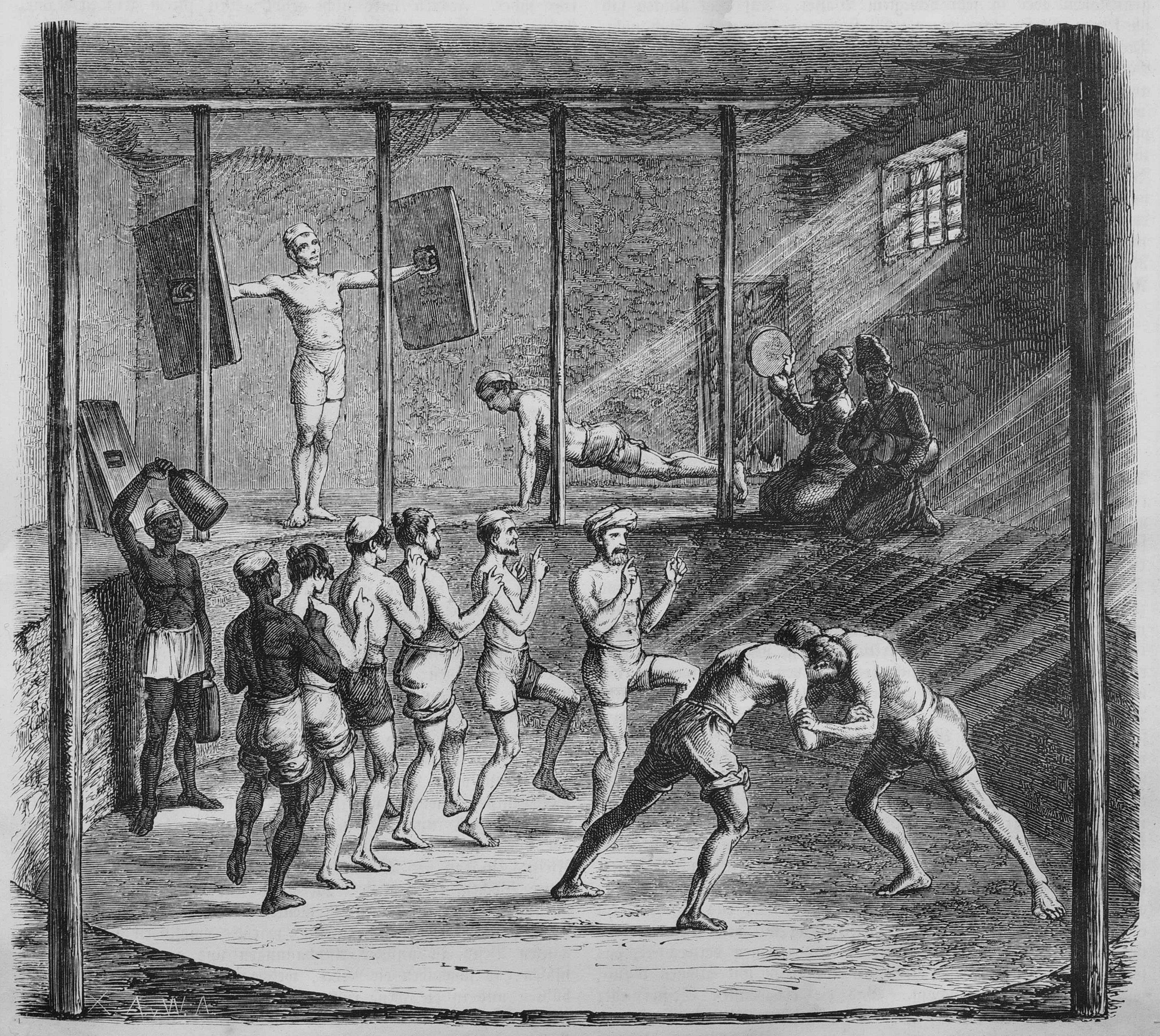
Exercices dans une zourkhaneh, Die Gartenlaube, 1863

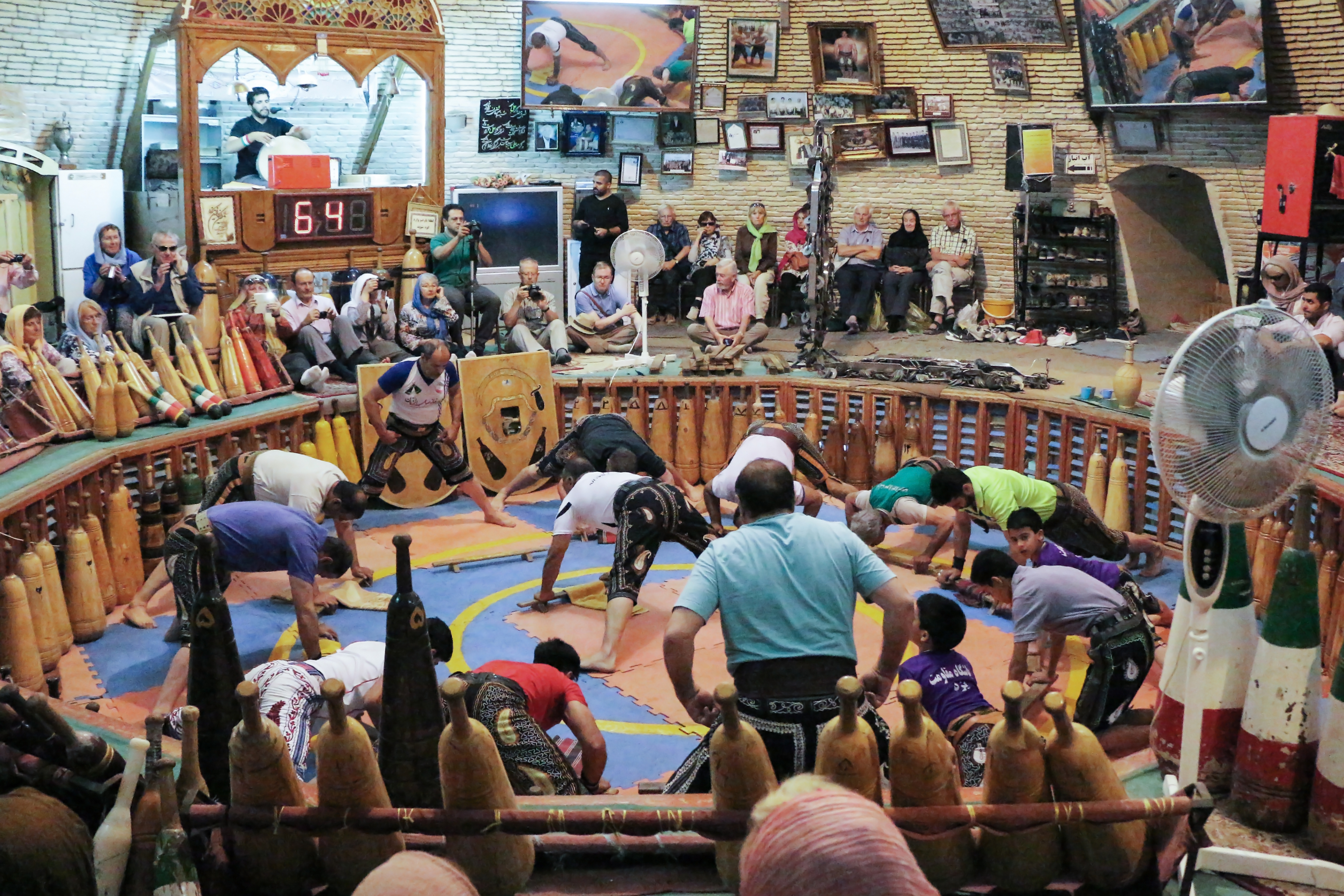
Varzesh-e Pahlavani dans une zourkhaneh à Yazd

Le Varzesh-e Pahlavani se pratique dans une salle ayant une structure particulière appelée zourkhaneh. Traditionnellement, les exercices se pratiquaient à l'aube et s'achevaient à la fin du lever du soleil. De nos jours, ils se déroulent plutôt le soir, après le coucher du soleil.
La zourkhaneh est généralement une salle construite en sous-sol à laquelle on accède par une petite porte (réminiscence du temps où la zourkhaneh servait de point de rencontre aux patriotes iraniens) ; à l'intérieur se trouve une espèce de puits de forme octogonale d'environ un mètre de profondeur et de 10 à 20 mètres de diamètre dans lequel s'exercent les pahlavans. Près de l'entrée se trouve une plateforme en hauteur (appelée sardam) sur laquelle se trouve le 'morshed (signifiant "meneur" ou "coordinateur"), qui dirige les exercices et les rythme à l'aide de chants épiques souvent tirés du Shâh Nâmâ ("le Livre des Rois"), de percussions effectuées avec un tombak. Une cloche (zang) accrochée à son côté permet de marquer le début et la fin des différents exercices.
La séance d'entraînement commence et se finit toujours par une prière (niāyesh) menée par le morshed. Ces prières font souvent référence à la mentalité spéciale, aux positions et aux croyances des pratiquants. Ceux-ci se joignent au morshed et prient pour la gloire du pays, la santé et la joie de son dirigeant, la respectabilité des pratiquants et des vétérans de la zourkhaneh, la puissance qui leur permet d'aider les plus faibles, la grâce de Dieu afin de rester en dehors du mauvais chemin et enfin l'amélioration de la justice et de la bonne conduite de l'humanité. Ils quittent ensuite le puits de manière organisée et hiérarchisée.
Les pahlavans ("lutteurs"), ayant remplacé les armes traditionnelles par des instruments liés à leurs exercices pendant les périodes de résistance (cf. ci-dessus), utilisent aujourd'hui les instruments suivants:
- Sang ("pierre" en persan), instrument de bois servant à remplacer un bouclier.
- Mīl, espèce de massue.
- Kabbadeh, instrument de métal ayant la forme d'un arc.
- Takhte, barre servant à faire des pompes.

Leur utilisation est décrite dans les paragraphes qui suivent.

### Exercices particuliers
Le Varzesh-e Pahlavani est très codifié et les exercices pratiqués par les pahlevans suivent un ordre établi, sous la direction du morshed. Les différents exercices pratiqués dans la zurkhaneh sont décrits dans les paragraphes qui suivent.

#### Pā zadan (échauffement)
Au début d'une séance d'entraînement et au cours de celle-ci, les pahlevans font des mouvements de pied et de bras, consistant en de petits sauts sur place et des mouvements circulaires des bras. Ces mouvements sont pratiqués à la fois en tant qu'échauffement ou d'étirement en fin de séance ; mais ils ont aussi pour but d'améliorer la force des jambes et des bras, et de rendre meilleure les fonctions cardio-respiratoires.

#### Sang gereftan (bouclier)

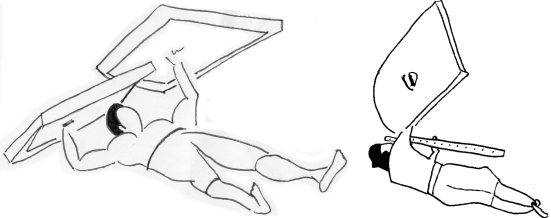
Sang gereftan

Les pahlavans, après l'échauffement, commencent l'exercice appelé Sang gereftan. Le Sang consiste en deux pièces de bois dur de forme rectangulaire (ressemblant à un bouclier) pesant entre 20 et 40 kilos (en fonction de l'âge du pratiquant). Chaque pièce de bois mesure 70–80 cm de large pour 100–110 cm de long. Une poignée est fixée au milieu de chaque sang. L'exercice consiste, pour les pahlevans allongés sur le dos et se déplaçant de droite à gauche, à lever puis descendre le sang, une main après l'autre. Le sang ne doit jamais toucher le sol. Dans les tournois pour jeunes et adultes, le nombre de mouvements peut atteindre 72 en 7 minutes, les pahlevans les plus forts arrivant à atteindre 115 mouvements. Le but du sang gereftan est de développer les deltoïdes, les pectoraux, les triceps, les trapèzes et les muscles du cou et de l'abdomen.
Cet exercice n'est pas accompagné par les percussions, le Morshed chante alors des poèmes épiques pour encourager les pahlevans.

#### Shena raftan (pompes)

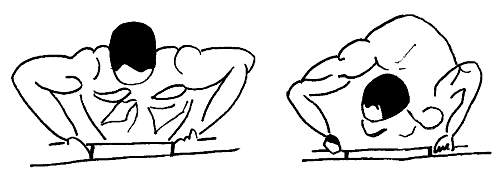
Mouvements de Shena raftan.

Après les exercices de Sang Gereftan et Pā Zadan, les lutteurs commencent un exercice de pompes. Ils forment alors un cercle dans le puits de la zurkhaneh, dos au mur et jambes bien écartées. Ils se penchent ensuite vers l'avant et font reposer leur poids sur la barre prévue à cette intention. Cette barre mesure entre 50 et 70 cm de long pour 10 cm d'épaisseur et est supportée par deux pieds courts. Les mouvements de descente et de remontée sur les bras sont exercés dans différentes formes et sont accompagnés des percussions et du chant du Morshed.
Le pahlavan le plus vieux commence cet exercice au centre du cercle alors que le meneur du groupe conduit les mouvements de "pompes" du groupe.
Les objectifs de cet exercice sont de renforcer les triceps, les pectoraux, les muscles des épaules et du cou, les quadriceps et les abdominaux.
L'exercice se termine par un autre exercice de Pā Zadan.

#### Mīl gereftan (Masse)

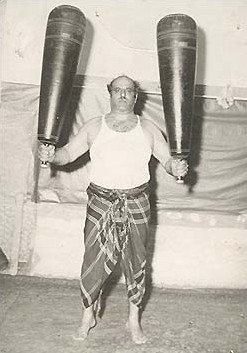
Pahlavan Mustafa Toosi portant une paire de Mīl (masses).

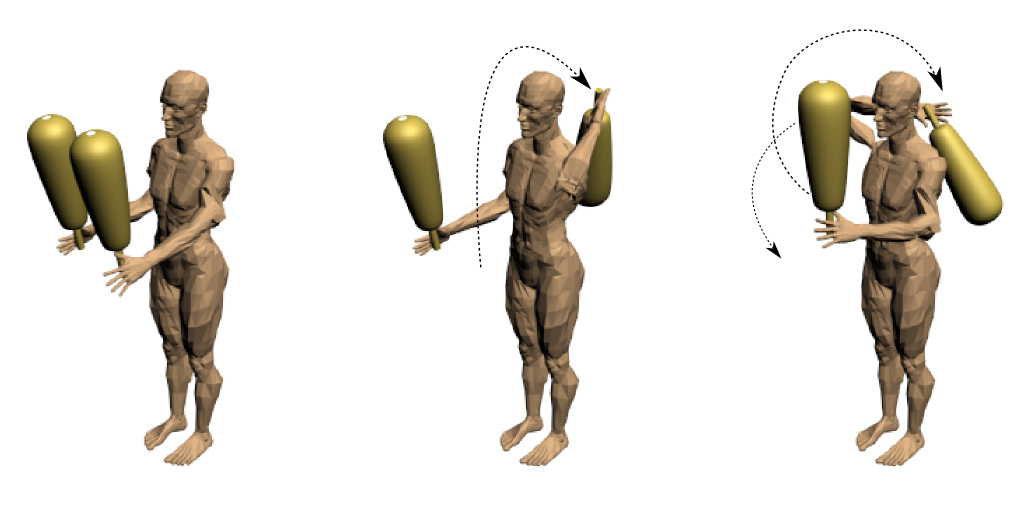
Manipulation des Mīl.

La masse utilisée pour cet exercice est faite de bois et a une poignée d'un côté alors que l'autre côté est alourdi. Le poids de l'instrument peut varier de 2 à 50 kg.
Cet exercice vient à la suite des précédents. À l'origine, il a été pensé pour entraîner les hommes à porter et à manipuler des masses d'armes en temps de guerre. Chaque Pahlevan porte deux masses, une dans chaque main, et pose la partie alourdie sur ses épaules. Au signal du Morshed et en suivant le rythme des percussions, il les fait tourner autour de ces épaules. Les lutteurs les plus habiles font parfois des exercices plus spectaculaires, en agissant comme s'ils jonglaient avec les masses.
Cet exercice est destiné à renforcer les épaules, les triceps, les biceps, les pectoraux et les trapèzes.

#### Charkh zadan (toupie)
Cet exercice est un mouvement particulier des exercices faits dans la zurkhaneh et consiste à tourner sur soi même à la façon des derviches tourneurs au cours de leur danse appelée Samâ'.
Au début de cet exercice, les pahlevans se disposent en cercle autour du puits, dos tourné au mur. C'est le plus jeune lutteur qui commence par se mettre au centre du cercle et à tourner, au début doucement, puis de plus en plus vite. Après lui, l'exercice est répété par tous les lutteurs qui viennent se mettre au centre du cercle et font la toupie à leur tour, par ordre d'âge. Le plus vieux pahlevan présent achève l'exercice, qui est continuellement accompagné de chants et du rythme des percussions. À la fin de son tour - qui peut durer jusqu'à 15 minutes sans perte de contrôle ou étourdissment, les lutteurs font face au Morshed, le saluent et laisse la place au suivant.
Pendant qu'ils font la toupie, les pahlevans étendent leurs bras de chaque côté du corps à l'horizontale, à la hauteur des épaules. Chaque lutteur ayant son propre style, la toupie peut être faite uniquement au centre du cercle, ou au contraire se dérouler en différents endroits du cercle formé par les participants.
Les objectifs de cet exercice sont d'améliorer la coordination neuro-musculaire et l'agilité.

#### Kabbadeh zadan (arc)

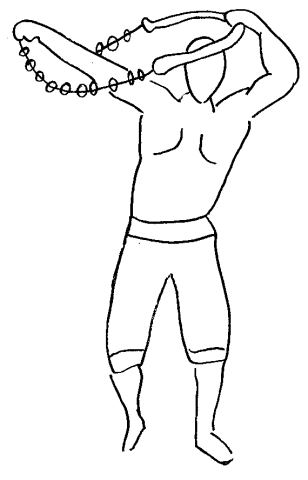
Kabbadeh zadan

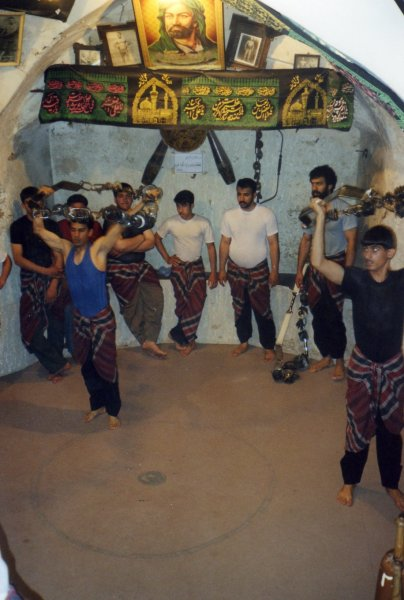
Exercice de Kabbadeh Zadan

Le kabbadeh est un instrument en métal ayant la forme d'un arc, pesant entre 7 et 10 kg - parfois jusqu'à 16 kg durant les compétitions - mesurant entre 1 et 1,5 m de long.
Au lieu de la corde est fixée une grosse chaîne, des disques de métal sont parfois accrochés à cette chaîne.
L'exercice consiste à lever l'instrument au-dessus de sa tête, l'arc dans la main droite et la chaîne dans la gauche. Le Pahlevan commence par embrasser le kabbadeh puis tend son bras droit, l'avant bras gauche formant alors une ligne horizontale au-dessus de sa tête. L'exercice se poursuit ensuite par symétrie, au son des percussions, des chants du Morshed et des tintements de la chaîne en métal.
L'objectif de cet exercice est de renforcer les muscles des épaules, les triceps et biceps, les trapèzes, les obliques

#### Koshti gereftan (lutte)
Parfois, après le Kabbadeh zadan, les Pahlevans s'entraînent aux techniques de "lutte héroïque" antique, qui est la partie la plus fondamentale de l'entraînement dans les zurkhaneh et est un exercice qui remonte à l'Antiquité.
Les pahlevans s'opposent deux par deux et utilisent différentes techniques, offensives, défensives ou de contre-attaque. La littérature sportive de l'Antiquité décrit plus de 200 techniques et expressions spécifiques. Différents styles existent aujourd'hui en Iran comme les styles  traditionnel, kurde, turcoman ou Gilaki.
La lutte a pris une telle importance qu'un combat se tenait devant le Shah le jour de Norouz afin de désigner le champion national. Il était récompensé par un bracelet appelé Bazou band, terme qui désignait le vainqueur du championnat d'Iran sous Mohammed Reza Shah.

#### Niāyesh (prière)
La séance d'entraînement se finit toujours par une prière (Niāyesh) menée par le morshed. Ces prières font souvent référence à la mentalité spéciale, aux attitudes et aux croyances des pratiquants. Ceux-ci se joignent au morshed et prient pour la gloire du pays, la santé et la joie de son dirigeant, la respectabilité des pratiquants et des vétérans de la zurkhaneh, la puissance qui leur permette d'aider les plus faibles, la grâce de Dieu afin de rester en dehors du mauvais chemin et enfin l'amélioration de la justice et de la bonne conduite parmi l'humanité. Ils quittent ensuite le puits dans une façon hiérarchisée.

## Institutions

La fédération Internationale des sports de Zurkhaneh, fondée en 2004 et établie depuis à Téhéran a pour but la promotion et le développement des sports de zurkhaneh (Varzesh-e Pahlavani) et de lutte traditionnelle iranienne (Koshti-e Pahlavani) au niveau national et international; ainsi que l'établissement de règles partagées par toutes les fédérations nationales.

## Pahlevans célèbres
- Gholamreza Takhti
- Pourya-ye Vali

## Valeurs morales associées
Traditionnellement, cet art martial promeut des valeurs éthiques et morales et les disciples des différentes écoles se doivent d'observer certains codes de conduite. Ces valeurs sont l'humilité, la générosité, la virtuosité, la charité et la pitié. Le respect de la loi, la bravoure et la sauvegarde des traditions nationales sont aussi des aspects importants des valeurs transmises par ce sport. L'attitude d'un Pahlevan est appelée javānmardi.
La fraternité entre les pahlavans encourage les valeurs d'entraide mutuelle entre membres de cette fraternité, mais aussi, en suivant l'idéal chevaleresque, d'offrir de l'aide à n'importe qui quand elle était nécessaire. En conséquence, les Pahlavan d'une zurkhaneh protégeaient souvent le quartier et éventuellement des villages ou des villes.
Les pahlavans accordent un grand respect à l'endroit où ils pratiquent leur sport (la zurkhaneh), lieu où se trouvent des âmes pures et bonnes.